# 비수리
비수리(영어: Lespedeza cuneata, Chinese bushclover) 또는 야관문은 콩과에 속하는 여러해살이풀이다. 아시아와 오스트레일리아에 서식한다.

## 생태
산록 아래에서 흔히 자라며 키는 1미터에 이른다. 가지는 가늘고 짧으며 털이 있다. 곧게 서며 밑부분은 검자주색을 띠기도 한다. 잎은 3출엽이며 어긋나는데 줄기에 촘촘히 달린다. 작은 잎은 거꾸로 된 가는 피침형이며 끝이 둔하거나 오목하고 뒷면에 털이 있다. 길이 1~2.5센티미터, 너비 2~4밀리미터쯤이고, 가장자리가 밋밋하며 잎자루의 길이는 5~15밀리미터이다. 	꽃은 8~9월에 피며 흰색이고 잎보다 짧으며 잎겨드랑이에 몇 개씩 모여 달린다. 꽃받침잎은 선상 피침형이며 거의 밑부분까지 깊게 갈라진다. 열매는 협과로 넓은 난형이며 길이 3mm로서 10월에 암갈색으로 익고 잔털이 있으며 1개의 종자가 들어 있다. 겉에 그물무늬 모양의 맥과 털이 있다. 씨는 콩팥 모양에 가깝고 길이 1.5~2밀리미터쯤 되며 황록색 바탕에 붉은색 반점이 있다.

## 쓰임새
베어 말려서 빗자루로 사용하기도 하며 집에서 기르는 짐승들의 먹이로도 쓴다.
꽃이 피고 있을 때 지상부 또는 뿌리째 캐어서 또는 생잎을 짓찧거나 햇볕에 말려서 사용한다. 주로 간장과 신장을 보양하고, 어혈을 제거하며 부기를 가라앉히는 효능이 있다. 진하게 달여 마시면 만성기관지염에 효과가 있고, 비수리 전초로 술을 담가 먹으면 신장 기능이 허약해서 생기는 노인들의 양기 부족에 탁월한 효과가 있다.

## 사진

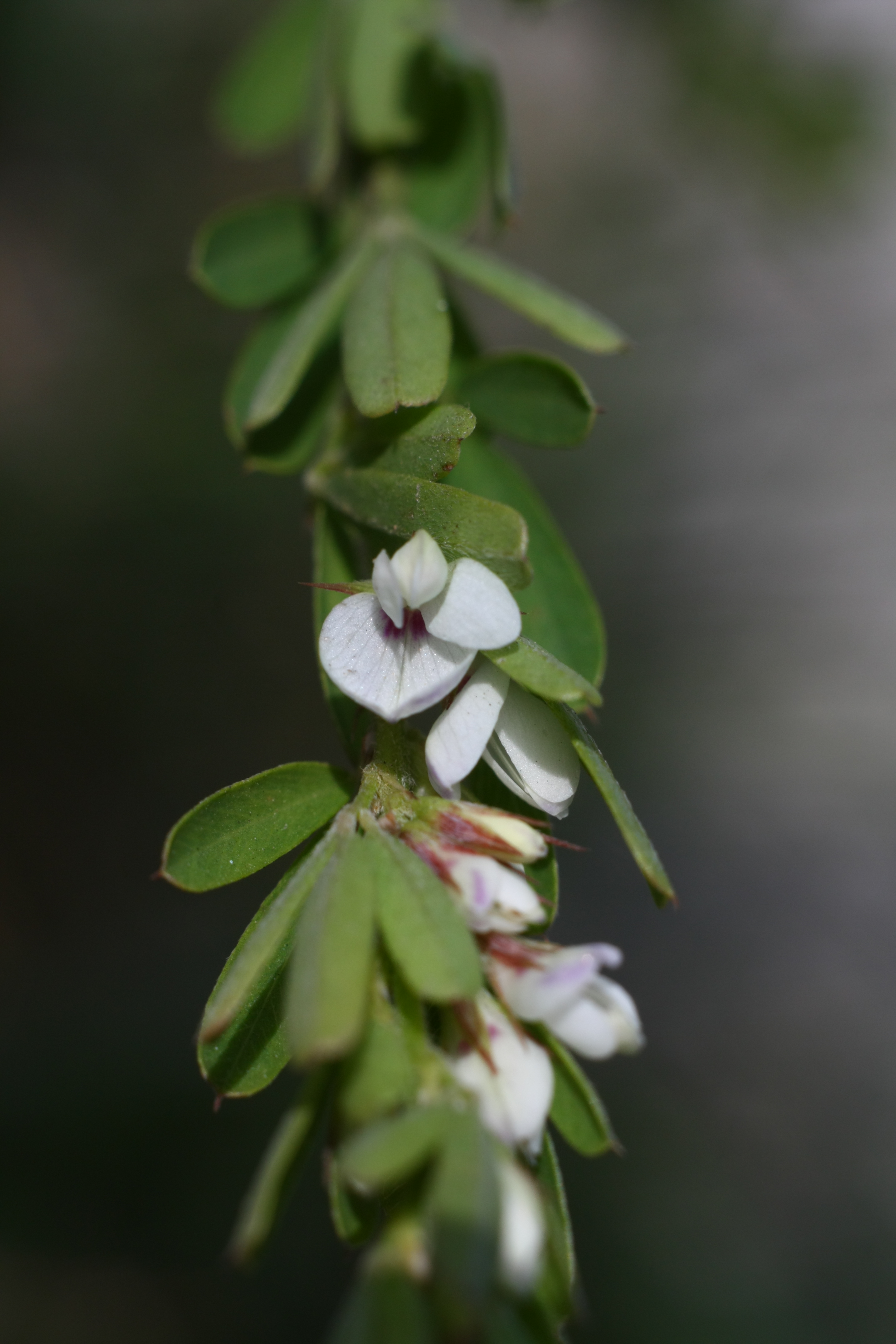
꽃
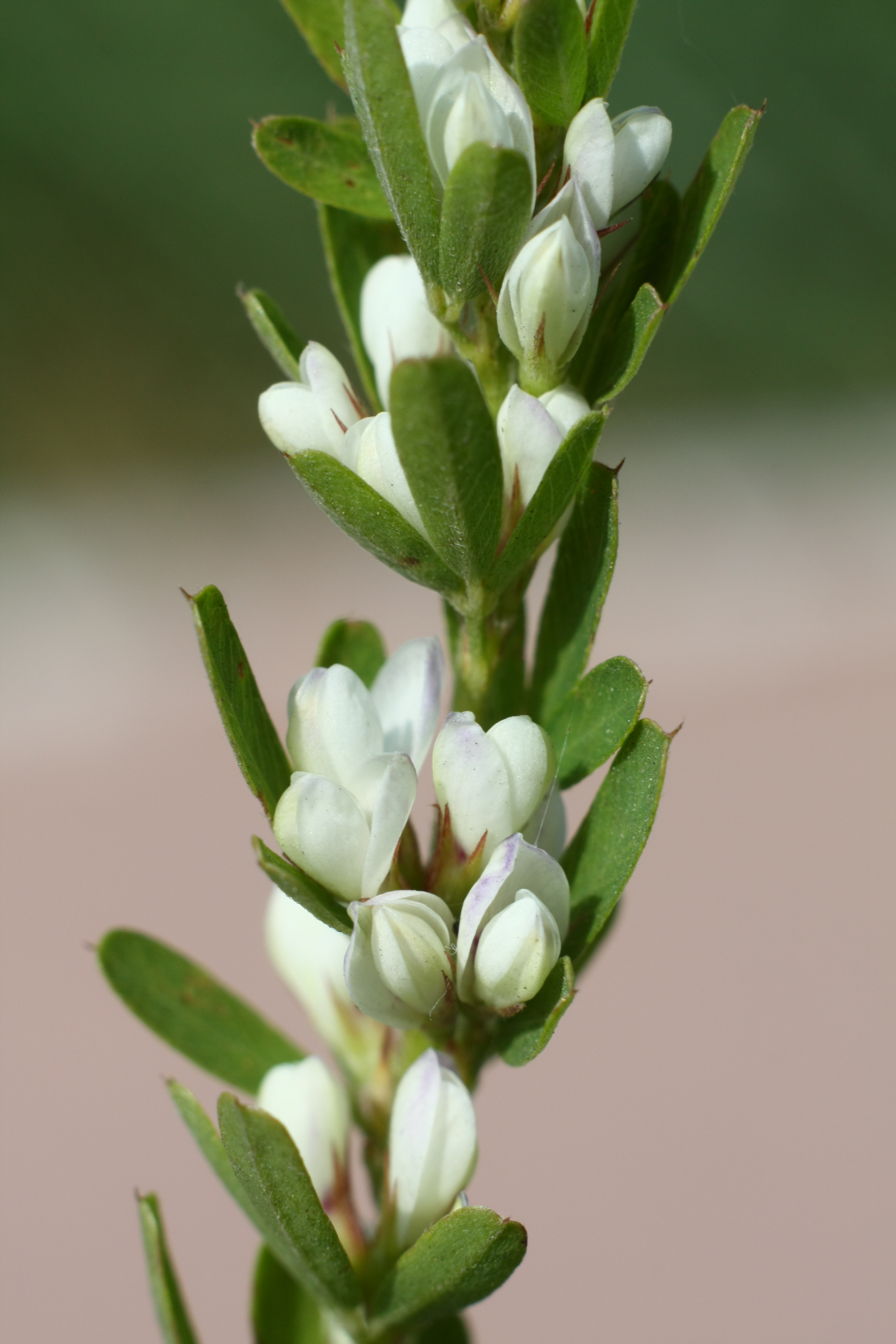
꽃망울
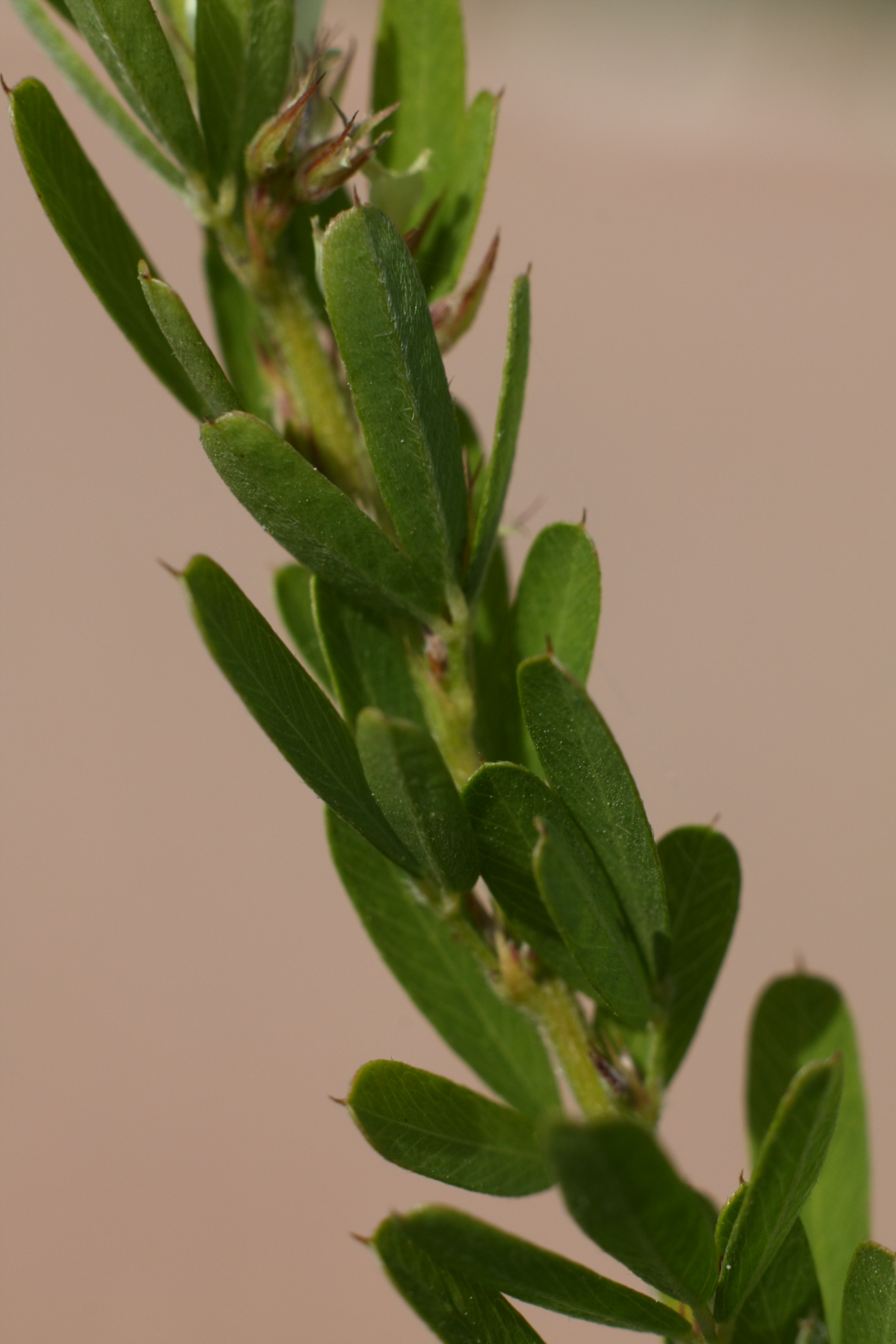
잎

## 유사종
- 넌출비수리
- 땅비수리(파리채)
- 호비수리